# Conditionele zelfinformatie
Conditionele zelfinformatie is de hoeveelheid informatie die kennis over (de uitkomst van) een bepaalde gebeurtenis, toevoegt aan iemands kennis, als de uitkomst van een specifieke andere gebeurtenis reeds bekend is. Het begrip wordt gebruikt binnen de informatietheorie en de hoeveelheid conditionele zelfinformatie wordt uitgedrukt in de eenheid van informatie, het bit. 
In feite kan zelfinformatie worden gezien als een speciaal geval van conditionele zelfinformatie. Bij zelfinformatie is de bovengenoemde 'andere gebeurtenis' de triviale gebeurtenis: de gebeurtenis waarvan het bekend worden geen informatie toevoegt (een geheel voorspelbare gebeurtenis dus). 
Stel {\displaystyle p_{1}} is de kans op optreden van gebeurtenis A, {\displaystyle p_{2}} is de kans op optreden van gebeurtenis B, en q is de kans op het optreden van zowel gebeurtenis A als gebeurtenis B. 
De conditionele zelfinformatie van A, bij gegeven B, is dan (analoog aan de definitie van zelfinformatie) gelijk aan: 
{\displaystyle H(A|B)=\log _{2}({\frac {1}{Pr(A|B)}})=}{\displaystyle \log _{2}({\frac {1}{q/p_{2}}})=\log _{2}({\frac {p_{2}}{q}})=\log _{2}(p_{2})-\log _{2}(q)} bit. 
Voorbeeld: bij gooien met de dobbelsteen is de conditionele zelfinformatie bij vernemen dat er een 3 is gevallen, als we reeds weten dat er een oneven aantal ogen gegooid is:  
{\displaystyle H(3|oneven)=\log _{2}({\frac {1}{2}})-\log _{2}({\frac {1}{6}})=1.585} bit.
Opmerking: de zelfinformatie bij vernemen dat er een 3 is gevallen bedraagt: 
{\displaystyle -\log _{2}(1/6)=2.585} bit.  In dit voorbeeld is de conditionele zelfinformatie dus kleiner dan de zelfinformatie, bij de betreffende gebeurtenis.